# Maccaffertium meririvulanum
Maccaffertium meririvulanum is een haft uit de familie Heptageniidae. De wetenschappelijke naam van de soort is voor het eerst geldig gepubliceerd in 1978 door Carle & Lewis.
De soort komt voor in het Nearctisch gebied.